# 賈治国
賈治国（か じこく、1935年 - ）は、洗礼名をユリウスといい、パウロ会士で、カトリック正定教区の司教（1981年 - ）。教皇への忠誠のために中国天主教愛国会に加入せず、何度も逮捕されている。

## 経歴
賈治国は中国河北省晋州武邱村に生まれ、熱心なカトリックであった。1963年から1978年まで15年もの間、刑に服した。1980年、賈治国は保定教区范学淹司教により司祭に叙階された。1981年には再び范司教により正定教区の2代目の司教に聖別された。この後に十数回も逮捕されている。2005年11月8日、アメリカ大統領ジョージ・W・ブッシュが中国を訪問する前夜に賈司教は逮捕された。10ヶ月後の2006年9月に釈放された。2007年6月5日、賈治国は再び逮捕された。2008年8月24日、北京オリンピックの閉会日に、賈司教は河北省石家荘附近の武邱村の王たるキリスト司教座聖堂で公安に連れ去られた、同年9月18日のパラリンピック閉幕後に釈放された。2008年末に、愛国会の石家荘教区司教である蒋陶然はローマ教皇庁と和解して賈司教に服従し、正定教区の統合が実現した。2009年3月30日、賈治国主教は武邱村の王たるキリスト司教座聖堂から公安に連行された。約13ヶ月後の2010年7月に釈放された。